# Evenkiysky
Huyện Evenkiysky là một huyện (raion) của Krasnoyarsk krai (vùng Krasnoyarsk), ở phía đông Siberi, với huyện lỵ là Tura. Huyện Evenkiysky rộng 767.600 km² (tương đương Thổ Nhĩ Kỳ), dân số 16.700 người (năm 2008), mật độ trung bình 0,02 người/km², nhiệt độ trung bình cả năm từ -26 đến -36 °C , một phần lãnh thổ bị đóng băng vĩnh cửu. Bình nguyên chiếm 10% lãnh thổ, hơn 80% lãnh thổ là rừng taiga. Evenkiysky giàu tài nguyên: dầu mỏ, gỗ... nhưng người dân sống chủ yếu bằng nghề nuôi hươu nai, săn bắn và đánh cá.

## Lịch sử
Khu tự trị Evenkiysky trước đây là một chủ thể liên bang của Liên bang Nga, nằm ở đông Siberi. Từ ngày 1 tháng 1 năm 2007, khu tự trị này trở thành một huyện của vùng Krasnoyarsk sau một cuộc trưng cầu dân ý diễn ra ngày 17 tháng 4 năm 2005.